# Groupe Hartmann
Le groupe Hartmann est une société internationale qui produit et distribue des produits médicaux et de soin. La société mère Paul Hartmann AG, basée à Heidenheim an der Brenz, est la plus ancienne usine de pansements allemande.

## Filiales
L'entreprise est présente dans 34 pays à traverse le monde.
La filiale française qui est basée à Châtenois dans le Bas-Rhin a été ouverte en 1972. Outre Châtenois (siège social et fonctions support), elle est implantée à Lièpvre (usine où le groupe investit 25 millions d'euros en 2021,, et centre logistique), à Arcueil (fonctions support) et à Belleville-sur-Saône (centre logistique). En 2019, la filiale France comptait 1 000 salariés et a réalisé un chiffre d’affaires de 413,7 millions d’euros (405 millions d'euros en 2021).

## Produits

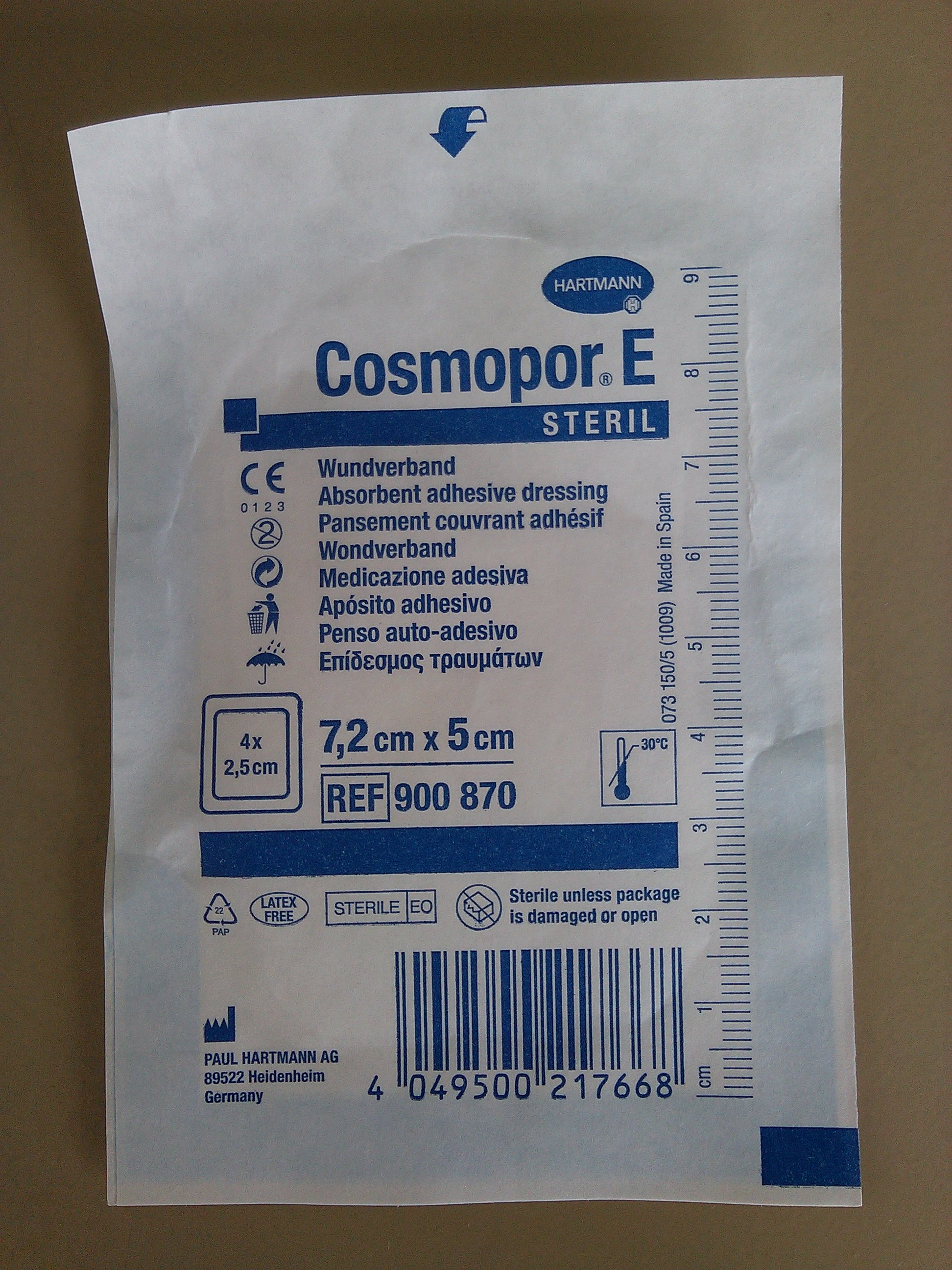
Un pansement adhésif du groupe Hartmann.

Les principaux domaines d’activité du groupe Hartmann sont le traitement des plaies, les soins de l’incontinence et la protection contre les risques en salle d’opération. 